# 安东尼奥·麦克戴斯
安东尼奥·基斯弗兰·麦克戴斯（英語：Antonio Keithflen McDyess，1974年9月7日—），生于密西西比州奎特曼，美国职业篮球运动员，身高6英尺9英寸 (2.06米)体重245磅 (111公斤)，司职大前锋或中鋒。

## 球员生涯

### 全明星球员
麦克戴斯大学期间在阿拉巴馬大學打球。在1995年NBA选秀中第一轮第2顺位被洛杉矶快船队选中，随后他在新赛季开始前交易去丹佛掘金队以换取大前锋罗德尼·罗杰斯 (Rodney Rogers)和布伦特·巴里 (Brent Barry)。麦克戴斯有着出众的弹跳和大力扣篮的能力，使得他在NBA职业生涯的前六个赛季得到了场均17.8分和8.8个篮板。1997年，在他职业生涯的第三个赛季被交易去了菲尼克斯太阳队，一个赛季後有自由球员身份的麦克戴斯重返掘金队。1998-99赛季，麦克戴斯成为掘金队历史上第三位赛季场均超过20分和10个篮板的球员，前两位分别是1977-78赛季的丹·伊塞尔 (Dan Issel)和1978-79赛季的乔治·麦金尼斯 (George McGinnis)。另外，在這一個因NBA勞資糾紛而導致縮減的賽季，麦克戴斯在其中一場對陣溫哥華灰熊的比賽中得到了職業生涯新高的46分。作为联盟的一位新星，他被选入2000年夏季奥林匹克运动会的梦之四队。

### 膝伤困扰
2001-02赛季初期，麦克戴斯遭受了严重的膝盖伤势，随后在赛季结束时接受了手术。他在赛季中带伤出战，导致伤病波及其后几个赛季的发挥，在这一期间麦克戴斯被交易去了尼克斯队以换取马库斯·坎比和一个高顺位的乐透权。此时的他已经没有了往日的爆发力，但是仍然在2004年NBA间歇期间和底特律活塞队签订了一份中产合同，他宣称膝盖已恢复健康。

### 成功复出
作为活塞队成员，麦克戴斯成功的恢复了往日的风采。在他效力活塞队的第一个赛季中，作为球队的第六人他得到了场均23.3分钟的出场时间得到9.6分和6.3个篮板。他當時主要的得分手段是中距离投篮和转身跳投，是球队很有效率的射手，在活塞的首赛季有着51.3%的命中率列NBA第13位。
2007-08赛季，麦克戴斯成为球队的首发大前锋。2007年7月30日，麦克戴斯和他交往很久的女友Liara结婚。
2008年11月3日，麦克戴斯被交易到丹佛掘金队。